# José Antonio Fernández Prieto
|  | Si cerqueu altres usos, vegeu José Antonio Fernández. |

José Antonio Fernández Prieto (Mieres, 1950-Oviedo, 7 de novembre de 2019) va ser un botànic, ecòleg, pteridòleg, fitogeògraf espanyol, que va treballar com a catedràtic a la Unitat de Botànic del Departament de Biologia d'Organismes i Sistemes de la Universitat d'Oviedo.
Va ser director de l'INDUROT (Institut de Recursos Naturals i Ordenació del Territori) de la Universitat d'Oviedo entre 1997 i 2001. Va ocupar el carrec de Director Científic del Jardí Botànic de Gijón des de la seva creació fins al 2007. Va morir sobtadament el 7 de novembre de 2019 als seixanta-nou anys al seu domicili.

## Algunes publicacions
- J.A. Fernández Prieto (1978). Notas sobre la flora astur-leonesa. Rev. Fac. Cienc. Oviedo 17-19:303-308.
- Díaz, TE y J.A. Fernández Prieto (1994). La vegetación de Asturias. Itinera Geobot. 8: 243-528
- B. Jiménez-Alfaro, G. A. Bueno Sánchez y J. A. Fernández Prieto (2005). Ecología y conservación de Centaurium somedanum M. Laínz (Gentianaceae), planta endémica de la Cordillera Cantábrica (España). Pirineos 160.

### Llibres
- 1996. La Reserva Integral de Muniellos: flora y vegetación. Volumen 1 de Cuadernos de medio ambiente: Naturaleza. Ed. Principado de Asturias, Consejería de Agricultura. 206 pp. ISBN 8478474099, coedición junto, Álvaro Bueno Sánchez.
- 1997. Flora y vegetación de la ría de Villaviciosa. Volumen 2 de Cuadernos de medio ambiente: Naturaleza. Ed. Principado de Asturias, Consejería de Agricultura. 183 pp. ISBN 847847451X, coedición junto Álvaro Bueno Sánchez.
- Tomás Emilio Díaz González, José Antonio Fernández Prieto, Antonio Vázquez. 2002. Paisaje vegetal del noroeste ibérico: el litoral y orquídeas silvestres del territorio. Colección Mayor. Ed. Trea. 302 pp.
- 2002. Curso de botánica. Volumen 1 de Trea ciencias. Ed. Trea. 574 pp. ISBN 8497041135, coedición con Tomás Emilio Díaz González y María del Carmen Fernández-Carvajal Álvarez.

## Honors
- Membre corresponent del Reial Institut d'Estudis Asturians (RIDEA) des de 2010.
- Premi "Juan Uría" (XXIII Ed.),[2] concedit per la Conselleria de Cultura del Govern de Principat d'Astúries, pel treball d'investigació denominat «La expedición botánica a Asturias de Michel Charles Durieu de Maisonneuve en 1835».
- Li ha estat dedicada l'espècie híbrida Ranunculus × prietoi Cires, in Pl. Biosystems 146(Suppl.): 204 (2-VIII-2012) [= Ranunculus amplexicaulis L. × Ranunculus gramineus L.]